# Hegesippus
Hegesippus (* vor 130; † nach 180 wahrscheinlich in Jerusalem), auch Hegesipp oder Hegesippos (altgriechisch Ἅγιος Ἡγήσιππος Hagios Hegesippos), war ein frühchristlicher Kirchenschriftsteller, der in der zweiten Hälfte des 2. Jahrhunderts schrieb. Er gilt traditionell als erster „Kirchenhistoriker“ nach Lukas, dem Verfasser der Apostelgeschichte.

## Eusebius von Caesarea
Fast alle erhaltenen Informationen über Hegesippus stammen von Eusebius von Caesarea, der sich in seiner Kirchengeschichte mehrfach auf ihn bezieht und einige Passagen aus Hegesipps Büchern zitiert. Vor Eusebius wird Hegesippus in der frühchristlichen Literatur nicht erwähnt. Es gibt aber Spekulationen, dass einige Angaben im Werk des Epiphanius von Salamis auf Hegesipps Informationen basieren könnten.
Eusebius zufolge war Hegesippus ein konvertierter Jude, der judenchristliche Schriften wie das Hebräerevangelium, aber auch mündliche jüdische Überlieferungen kannte und referierte. In der Forschung wird er als Verteidiger des Judenchristentums und Vertreter der Jakobustradition wahrgenommen, der die Stellung der vom Herrenbruder Jakobus repräsentierten urchristlichen Strömung unterstreicht und ein besonderes Interesse am Schicksal der Verwandten Jesu erkennen lässt.
Hegesipps Wahrnehmung als Kirchenhistoriker ist vor allem der Tatsache geschuldet, dass seine Schriften bis auf die von Eusebius überlieferten Bruchstücke heute nicht mehr bekannt sind. Die Bücher Hegesipps waren Werke der Apologetik und nicht primär auf eine geordnete Geschichtserzählung gerichtet. Sein Augenmerk lag vielmehr auf der Bekämpfung aufkommender Häresien, und er versuchte, die Kontinuität der orthodoxen christlichen Lehre innerhalb der apostolischen Kirche nachzuweisen. Über den Inhalt seiner verlorenen Schriften gibt es keine gesicherten Informationen, sodass fraglich bleibt, ob das Interesse am Judenchristentum tatsächlich so im Vordergrund stand, wie es aufgrund der Auswahl seiner von Eusebius übernommenen Passagen erscheint.

## Missionar und Lehrer der Orthodoxie, Biografie
Hegesippus stammte möglicherweise aus der römischen Provinz Syria Palaestina. Zwischen den Jahren 154 und 168 unternahm er eine Reise über Korinth bis nach Rom, um sich über die „rechte Lehre“ (griech. „Orthodoxie“), den wahren christlichen Glauben zu vergewissern. Er kehrte wahrscheinlich im Jahre 177 nach Jerusalem zurück, nachdem er viele christliche Kirchen und Mitschwestern und -brüder besucht und getroffen hatte. Diesen sah er durch die differenten Positionen bzw. aus der Perspektive der alten Kirche, als Häresien angesehenen, Gnosis und Marcionismus bedroht. In Rom hielt er sich zwanzig Jahre lang auf und studierte von dort aus die christliche Überlieferung von den Aposteln bis zu den Bischöfen der römischen Christengemeinde. Seine Ergebnisse legte er seit 174 in fünf Büchern Hypomnemata („Erinnerungen“, „Denkwürdigkeiten“) nieder. Der Titel stammt nach Meinung der heutigen Forschung wahrscheinlich nicht von ihm selbst. Die Bücher haben mittelalterlichen Bibliotheksverzeichnissen zufolge bis ins 17. Jahrhundert hinein existiert und sind seitdem verschollen.

## Begründer der Sukzessionstheorie
Aus den Zitaten Eusebius und anderer Kirchenväter kennt man jedoch ungefähr den Inhalt zumindest des fünften Bandes. Demnach setzte Hegesippus die Tradition der urchristlichen Missionspredigten in einfacher Sprache fort. Gegen die Häretiker berief er sich auf die wahren Lehren der Apostel, die ihm durch deren Nachfolger überliefert worden seien. Damit meinte er vor allem die Bischöfe der Gemeindegründungen, die sich dem Schülerkreis des Paulus von Tarsus zuordneten. Auf seiner Reise habe er viele Bischöfe getroffen und von allen das gleiche Evangelium gehört. Er versuchte also, die Gnosis mit der ununterbrochenen Kontinuität der bischöflichen Glaubensüberlieferung zu widerlegen.
Damit wurde Hegesippus zum Begründer der Idee der Apostolischen Sukzession. Eine Bischofsliste von Simon Petrus bis Anicetus, die er in Rom anfertigte, gilt als früheste derartige Liste, die andere Kirchenväter wie Eusebius und Irenäus von Lyon übernommen haben könnten. Dies wie auch der Inhalt der Liste ist jedoch in der Forschung stark umstritten.